# Glass (film)
Glass är en amerikansk superhjälte-thrillerfilm från 2019. Filmen är regisserad av M. Night Shyamalan, som även skrivit manus. Den är en uppföljare till Shyamalans tidigare filmer Unbreakable (2000) och Split (2016), och är den tredje och sista delen i Unbreakable trilogin.
Filmen hade premiär i Sverige den 18 januari 2019, utgiven av Walt Disney Pictures.
Glass fick i allmänhet ogynnsamma recensioner från kritiker som tyckte att filmen var en "besvikelse". Ändå var filmen en ekonomisk framgång eftersom den samlade 247 miljoner dollar världen över mot en produktionsbudget på 20 miljoner dollar.

## Rollista (i urval)
- James McAvoy – Kevin Wendell Crumb / The Horde
- Bruce Willis – David Dunn / The Overseer
- Samuel L. Jackson – Elijah Price / Mr. Glass
- Anya Taylor-Joy – Casey Cooke
- Sarah Paulson – Dr. Ellie Staple
- Spencer Treat Clark – Joseph Dunn
- Charlayne Woodard – Mrs. Price
- Luke Kirby – Pierce
- Adam David Thompson – Daryl
- M. Night Shyamalan – Jai, Säkerhetsvakt